# Бланкенезе
Бланкене́зе (нем. Blankenese, немецкое произношениео файле) — один из районов в западной части Гамбурга, входит в состав района Альтона.
Расположен на правом берегу Эльбы.

### История
На протяжении веков Бланкенезе был рыбацкой деревней.
В 1060 году Адальберт, архиепископ Гамбургcкий и Бременский построил резиденцию на месте более старого поселения на горе Зюльберг. Позже здесь был построен замок, принадлежащий графству Гольштейн. Оба замка были уничтожены.
До 1927 года Бланкенезе был независимым городом, затем был включен в состав Альтоны. В 1938 году Альтона вошла в состав Гамбурга.
Во время Второй мировой войны в пригороде был расположен лагерь офицеров Люфтваффе.

#### Происхождение названия
Название восходит к нижненемецкому «Blanc ness» или «белый нос» — так называли песчаный мыс на Эльбе. Ныне мыс уже не существует, он был смыт в 1634 году во время наводнения.

### География

#### Геология
Бланкенезе стоит на крутом склоне геста — типа местности, характерного для побережья Северного моря. К югу, на противоположной стороне русла Эльбы, находится болотистый Эльбсмарш.

#### Соседние районы
На востоке находится Нинштедтен, на севере — Изебрук и Зюльдорф, на западе — Риссен. Риссен и Бланкенезе разделены лесным массивом Фалькенштейн.

### Население
- доля несовершеннолетних: 18,6 %, немного выше среднего по Гамбургу 16,2 % (2016).
- доля пожилых: 27,2 %, заметно выше среднего по Гамбургу 18,3 % (2016).
- доля иностранцев: 8,1 %, заметно ниже среднего по Гамбургу 16,7 % (2016).
- доля получателей социальных пособий в соответствии с SGBII (Hartz IV): 0,9 %, на порядок ниже среднего по Гамбургу 10,3 % (2016), что показывает высокий уровень имущественного расслоения в сравнении с другими районами Гамбурга,
- уровень безработицы: 1,9 %, сильно ниже среднего по Гамбургу 5,3 % (2016).

Бланкенезе — один из самых богатых районов Гамбурга. Среднегодовой доход жителей составляет 117 139 евро (2013), что примерно втрое выше среднего по Гамбургу.

### Знаменитые люди
- Иоанн Цезарь Годефруа́ — гамбургский купец, популяризатор наук и меценат;
- Ка́рен Хо́рни — американский психоаналитик и психолог, одна из ключевых фигур неофрейдизма.
- Хайнц Ливен — немецкий актёр кино, телевидения и театра